# DB 424 sorozat

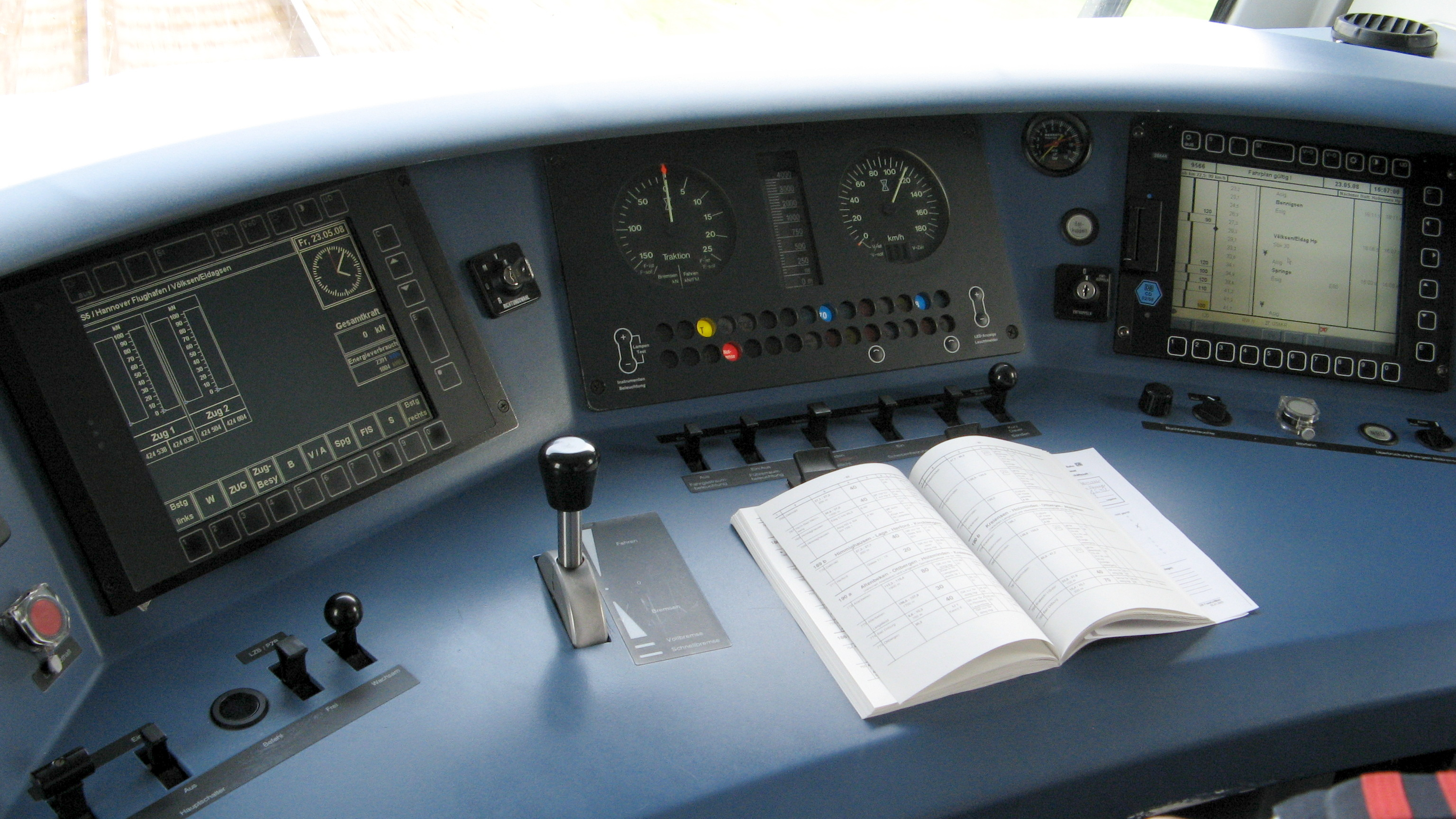
A motorvonat vezetőállása

A DB 424/434 sorozat egy német villamosmotorvonat-sorozat. A hannoveri S-Bahn hálózaton közlekednek. Hasonlóak a Deutsche Bahn DB 425-ös és DB 423-as vasúti szerelvényekhez, de padlómagasságuk csak 76 cm, ami lehetővé teszi a 78 cm magas peronokról a lépcsőmentes le és felszállást. Összesen 40 szerelvény épült.

## Nevek
Néhány motorvonatnak saját neve van, melyet a környező városok után kaptak:
- 424 002 Bückeburg
- 424 004 Lehrte
- 424 007 Bad Nenndorf
- 424 011 Stadthagen
- 424 014 Springe
- 424 017 Bad Münder am Deister
- 424 018 Celle
- 424 019 Minden
- 424 021 Wunstorf
- 424 024 Seelze
- 424 025 Nienburg/Weser
- 424 027 Hannover
- 424 032 Bad Pyrmont
- 424 033 Hameln
- 424 037 Langenhagen
- 424 038 Barsinghausen

## Lásd még
- Hannoveri S-Bahn